# Nivaldo Nadhir Díaz Gómez
Nivaldo Nadhir Díaz Gómez (geboren 24. März 1994 in Havanna) ist ein kubanischer Beachvolleyballspieler.

## Karriere
Díaz bildet seit 2014 ein Duo mit Sergio Reynaldo González Bayard. Díaz/González schafften zunächst einige Turniersiege und vordere Platzierungen bei der kontinentalen Tour. Dann nahmen sie an der Weltmeisterschaft 2015 in den Niederlanden teil; dort qualifizierten sie sich als Gruppenzweiter der Vorrunde für die KO-Runde und erreichten das Achtelfinale. Beim Continental Cup der NORCECA setzten sich die Kubaner gegen die Konkurrenten aus Nord- und Mittelamerika durch und qualifizierten sich für die Olympischen Spiele 2016, bei denen sie Platz fünf belegten. 2017 starteten Díaz/González auf der FIVB World Tour und hatten dort einige Top-Ten-Ergebnisse.